# Zemeros sparsus
Zemeros sparsus är en fjärilsart som beskrevs av Hans Fruhstorfer 1898. Zemeros sparsus ingår i släktet Zemeros och familjen Riodinidae. Inga underarter finns listade i Catalogue of Life.